# Nová Ves u Chýnova
Nová Ves u Chýnova – wieś i gmina w Czechach, w powiecie Tabor, w kraju południowoczeskim. Według danych z dnia 1 stycznia 2014 liczyła 309 mieszkańców.